# Tata Chemicals
Tata Chemicals je jedna od najvećih indijskih kemijskih industrija sa sjedištem u Mumbaiju. Tvrtka se bavi proizvodnjom kemijskih proizvoda, umjetnih gnojiva i potrošačkih dobara.

## Povijest
Tvrtku je 1939. godine u Mumbaiju osnovao Dorabji Tata a danas je u sastavu indijskog multinacionalnog konglomerata Tata Group.
Tata Chemicals ima drugo najveće postrojenje za proizvodnju natrijevog karbonata u Indiji. Postrojenje je 1944. godine dao izgraditi Shri Kapilram Vakil u Mithapuru. 2006. godine tvrtka kupuje britansku kemijsku industriju Brunner Mond čime ujedno preuzima njeno poslovanje u Keniji i SAD-u.
27. ožujka 2008. Tata Chemicals postaje 100%-tni vlasnik američke tvrtke General Chemical Industrial Products Inc. (GCIP). S poslom vrijednim 1,05 milijardi USD, Tata je postala drugi najveći proizvođač natrijevog karbonata u svijetu (5,17 milijuna tona).
U travnju 2010. tvrtka za 290 milijuna dolara kupuje 25% udjela u gabonskom industrijskom kompleksu za proizvodnju umjetnih gnojiva.

## Proizvodnja
Tata Chemicals ima vlastite tvornice diljem svijeta i to:
- Mithapur (Gudžarat, Indija)
- Babrala (Uttar Pradeš, Indija)
- Nanded (Maharashtra, Indija)
- Haldia (Zapadni Bengal, Indija)
- Magadi (Kenija)
- Northwich (Engleska, UK)
- East Hanover (New Jersey, SAD)

Osim proizvodnje, tvrtka ima i vlastiti razvojno-istraživački centar osnovan 2004. godine u gradu Pune. Ondje znanstvenici rade na područjima razvoja naprednih materijala, zelene kemije, biokemije, metabolita i nutricionističkih lijekova.

### Proizvodi
Tata Chemicals se bavi proizvodnjom sljedećih proizvoda:
- kemijski proizvodi: natrijev karbonat, natrijev hidrogenkarbonat (soda bikarbona), klor, tekući brom, gips te fosfatna i sumporna kiselina
- umjetna gnojiva: urea, natrijev tripolifosfat, di-amonijev fosfat
- potrošačka dobra: sol
- biogoriva: bioetanol, biodizel
- cement
- pročiščivaći vode.

## Vanjske poveznice
- Službena web stranica tvrtke  Arhivirana inačica izvorne stranice od 28. lipnja 2012. (Wayback Machine)